# Betty Stöve
Betty Flippina Stöve (født 24. juni 1945 i Rotterdam, Holland) er en tennisspiller fra Holland. Hun var en af verdens bedste kvindelige tennisspillere i 1970'erne og vandt i løbet af sin karriere ti grand slam-titler: seks i damedouble og fire i mixed double. Der til kom tre titler i damedouble ved WTA Tour Championships. Hendes bedste grand slam-resultat i single var finalepladsen ved Wimbledon-mesterskaberne 1977.